# Бебі Баррон
Бебі Баррон (англ. Bebe Barron, при народженні англ. Charlotte Wind, нар. 16 червня 1926 р. — пом. 20 квітня 2008 р.) — американська композиторка, яка належить до піонерів електронної музики. Найвідоміша її робота — створена спільно з Люїсом Барроном музика до фільму Заборонена планета 1956 року — першого кінофільму з повністю електронним саундтреком.

## Життєпис
Народилася в Міннеаполісі. В університеті Міннесоти вичала композицію у Роке Кордери, та фортепіано. Також рік вивчала композицію й етномузикологію в Університеті Мексики. Згодом навчалася композиції у Генрі Кауелла і Валлінгфорда Рейгера після переїзду до Нью-Йорка у 1947. У тому ж році ордужилася з Люїсом Барроном, отримавши одним з весільних подарнків магнітофон. У 1949 році Баррони заснували приватну електро-акустичну студію, де були також електричні осцилятори й інші інструменти, які створив Люїс Баррон. Серед ранніх робіт Барронів — музика до фільму «Bells of Atlantis» 1952 року режисера Яна Гуго за твором Анаїс Нін.
У тому ж році Баррони стали реалізаторами твору Williams Mix Джона Кейджа.